# 花部英雄
花部 英雄（はなべ ひでお、1950年 - ）は、日本の国文学者・民俗学者。口承文芸が専門。学位は、博士（文学）（國學院大学・2004年）（学位論文「民間説話の民俗学的研究」）。國學院大學元教授。

## 経歴
青森県に生まれる。1975年に國學院大學文学部国文科を卒業した。2004年「民間説話の民俗学的研究」で國學院大學より博士（文学）の学位を取得した。國學院大學専任講師、准教授を経て教授となる。2021年3月に定年で退職した。

## 著書

### 単著
- 『西行伝承の世界』岩田書院、1996年
- 『呪歌と説話 歌・呪い・憑き物の世界』三弥井書店、1998年
- 『漂泊する神と人』三弥井書店〈民間説話の民俗学的研究〉、2004年
- 『昔話と呪歌』三弥井書店〈民間説話の民俗学的研究〉、2005年
- 『まじないの文化誌』三弥井書店、2014年
- 『西行はどのように作られたのか 伝承から探る大衆文化』笠間書院、2016年
- 『桃太郎の発生 世界との比較からみる日本の昔話、説話』三弥井書店、2021年

### 共編著
- 青森県昔話記録会『下北郡佐井村の昔話』（新田壽弘と共編）青森県昔話記録、1981年
- 『扇屋おつる 岩手・衣川の昔ばなし』（常光徹と共編著）みちのく民芸企画、1987年
- 『いまに語りつぐ日本民話集 大きな活字で読みやすい本異次元への旅』（小堀光夫と共編、野村純一・松谷みよ子監修）作品社、2001年 - 2002年
  - 動物昔話・本格昔話：全15巻
  - 笑い話・世間話：全15巻
  - 現代民話：全9巻
- 『長野 南アルプスふもとの語り』（秋葉弘太郎と共編著）星の環会〈ふるさとお話の旅〉、2005年
- 『和歌をひらく』全5巻（浅田徹、勝原晴希、鈴木健一、渡部泰明と共編）岩波書店、2005年 - 2006年
- 『語りの講座』（松本孝三と共編）三弥井書店、2009年 - 2012年
- 『昔話を知る 語りの講座』（松本孝三と共編）三弥井書店、2011年
- 『昔話の声とことば　語りの講座』（松本孝三と共編）三弥井書店、2012年
- 『昔話入門 語りの講座』（松本孝三と共編）三弥井書店、2014年
- 『雪国の女語り 佐藤ミヨキの昔話世界』（編著）三弥井書店、2014年
- 『伝承の創造力 災害と事故からの学び』（松本孝三と共編）三弥井書店〈語りの講座〉、2015年
- 『ジオパークと伝説』三弥井書店、2018年

## 論文
- <花部英雄